# Lydia Gottschewski
Lydia Gottschewski bzw. Lydia Ganzer-Gottschewski, auch Lydia Gottschewsky, Lydia Ganzer-Gottschewsky oder Lydia Ganzer (* 8. Juli 1906 in Nickelswalde bei Danzig; † 1989) war eine deutsche Lehrerin, Publizistin, Nationalsozialistin und zeitweilig Bundesführerin (Reichsleiterin) des Bundes Deutscher Mädel (BDM) und Leiterin der NS-Frauenschaft.

## Leben
In ihrer Jugend war Gottschewski Mitglied des Wandervogel. Sie studierte Philologie in München, Danzig, Greifswald und Kiel. Sie war Studienreferendarin und danach Lehrerin an einer Privatschule.
Während des Studiums trat sie zum 1. Februar 1929 der NSDAP bei (Mitgliedsnummer 112.368). Sie wurde Referentin der Arbeitsgemeinschaft Nationalsozialistischer Studentinnen (ANSt) und Funktionärin des Bundes Deutscher Mädel, für den sie mehrere Ortsgruppen gründete. Ab Januar 1932 war sie BDM Schulungsleiterin in München, ab Januar 1933 als Nachfolgerin der abgesetzten Elisabeth Greiff-Walden kommissarische Führerin der BDM-Abteilung IX der HJ-Reichsjugendführung. Im Februar 1933 wurde Gottschewski von Baldur von Schirach als BDM Bundesführerin eingesetzt. Diese Aufgabe erfüllte sie bis Juni 1933. 
Am 26. April 1933 wurde Gottschewski von Robert Ley, der kurz zuvor Elsbeth Zander (1888–1963) als Reichsleiterin der NS-Frauenschaft entlassen hatte, zu Zanders Nachfolgerin ernannt und übte diese Funktion bis September 1933 aus. Gottschewski galt als radikale Nationalsozialistin und sollte zum einen für einen Ausgleich im Streit zwischen NS-Frauenschaft und HJ um den Einfluss beim BDM sorgen, zum anderen die Gleichschaltung aller Frauenorganisationen durchsetzen. Ihre Radikalität führte zur innerparteilichen Kritik und der Gründung der Konkurrenzorganisation Reichsarbeitsgemeinschaft deutscher Frauenverbände durch Wilhelm Frick, worauf Gottschewski am 13. September 1933 von Gottfried Krummacher abgelöst wurde. Sie klagte erfolglos vor einem Parteigericht gegen ihre Entlassung.
Nach ihrer Ablösung aus beiden Positionen war sie ab Oktober 1933 Leiterin der Abteilung Schulung in der NS-Frauenschaft in München. Danach war sie Mitarbeiterin in der Presseabteilung der Nationalsozialistischen Volkswohlfahrt und Leiterin der Kulturabteilung der NS-Frauenschaft.
Im Mai 1935 heiratete Gottschewski den Historiker Karl Richard Ganzer. Nach ihrer Heirat beendete sie ihre Arbeit in der Frauenführung, war aber weiterhin publizistisch tätig. Sie hatte vier Kinder. Ihr Mann fiel im Oktober 1943 in Russland.
Bis 1945 lebte sie mit ihrer Familie in Österreich, danach in München. 1953 siedelte die Familie nach Heiligenhaus, 1961 nach Münster.
In ihrem Entnazifizierung-Verfahren wurde sie zunächst als „Minderbelastete“ eingestuft, was in einem Nachverfahren 1949 zu „Mitläuferin“ abgeschwächt wurde.
Als Lydia Ganzer gehörte sie dem Naumann-Kreis an. In den 1950er Jahren schrieb sie für die Ostpreußen-Warte sowie das Ostpreußenblatt und hielt Dichterlesungen.
Ihre Schriften Männerbund und Frauenfrage. Die Frau im neuen Staat (Lehmann, München 1934) und Das deutsche Frauenantlitz (Lehmann, München 1939) wurden in der Sowjetischen Besatzungszone auf die Liste der auszusondernden Literatur gesetzt.